# So Amazin'
 (juillet 2019).
Si vous disposez d'ouvrages ou d'articles de référence ou si vous connaissez des sites web de qualité traitant du thème abordé ici, merci de compléter l'article en donnant les références utiles à sa vérifiabilité et en les liant à la section « Notes et références ».
Albums de Christina Milian
It's About Time
(13 juillet 2004)
So Amazin' est le troisième album de la chanteuse américaine Christina Milian

## Titres
1. Say I (Feat. Young Jeezy)
2. Twisted
3. Gonna tell everybody
4. Who's gonna ride (Feat. Three Mafia)
5. So amazing (Feat. Dre)
6. Hot boy (Feat. Dre)
7. Foolin
8. My lovin goes
9. Just a little bit
10. Y'all ain't nuthin
11. She don't know